# Selo pri Robu
Selo pri Robu este o localitate din comuna Velike Lašče, Slovenia, cu o populație de 41 de locuitori.